# Джо Чилл
Джо Чилл (англ. Joe Chill) — персонаж DC Comics. Персонаж создан в ноябре 1939 года Билом Фингером и Бобом Кейном.

## История из комиксов
В большинстве историй, Чилл — мелкий грабитель, который убил родителей Брюса Уэйна, Томаса и Марту Уэйнов, пытаясь отобрать у них деньги и драгоценности. Когда он требует ожерелье Марты, Томас пытается защитить жену, после чего Чилл в панике стреляет в него. Затем он убивает Марту, которая кричит о помощи. Чилл убегает, когда Брюс начинает плакать и звать на помощь, но не раньше, чем мальчик запомнит его черты лица.

## Вне комиксов

### Кино
- В фильме Тима Бертона «Бэтмен» написанном Джоном Манкевичем, Чилл не появляется, но изначально в сценарии должен был быть наёмным убийцей, убивший по заказу мафиозного босса Руперта Торна родителей Брюса Уэйна и после этого ликвидированный Джокером, являвшемся заказчиком. Когда сценарий переписали, убийцей Уэйнов стал Джокер.

- В фильме «Бэтмен: Начало» Кристофера Нолана, Чилл убивает Томаса и Марту Уэйн во время ограбления, оставив их сына Брюса живым. Спустя много лет Чилла оправдывают в обмен на показания против мафии, но его тут же убивает мафия.

- В фильме «Бэтмен против Супермена: На заре справедливости» оставил Брюса Уэйна живым, который впоследствии станет Бэтменом.

- В фильме «Джокер» Тодда Филлипса, Томас Уэйн с женой и сыном, выходя из кинотеатра, пробираются по неспокойным улицам Готэма. Они сворачивают в тихий переулок, но там их настигает Чилл в маске клоуна. Со словами «Получи то, что заслужил» он убивает Томаса Уэйна и его жену Марту, оставив в живых их сына Брюса

### Телевидение
В телесериале «Готэм» преступник в маске убивает Томаса и Марту Уэйн в пилотном эпизоде. Однако в данной версии им в итоге оказывается не Джо Чилл, а Патрик Мелоун, выполнявший заказ Хьюго Стрэйнджа.

### Мультипликация
В мультсериале «Лига справедливости: Без границ», в эпизоде «Для человека, у которого есть всё», где показан флэшбек об убийстве родителей Брюса Уэйна. Роль озвучил Кевин Конрой. В титрах персонаж указан как «Человек с пистолетом».
В мультсериале «Бэтмен» 2004 года Брюс вспоминает события той роковой ночи в бреду из-за полученной в стычке со злодеем Мистером Фризом простудой.
В мультсериале «Бэтмен: Отважный и смелый» Бэтмен сталкивается с постаревшим Чиллом в одной из серий. Выясняется, что после истории с Уэйнами Джо стал успешным торговцем оружием, и в этой серии он заключает контракт с врагами Бэтмена. Брюс решает наконец отомстить старому врагу и дерётся с ним, в процессе снимая маску, чем приводит старого бандита в ужас. Он бежит к злодеям и раскрывает им, что Бэтмен является сыном человека, которого он когда-то убил (но при этом не называет имён, прося защитить его. Однако злодеи, поняв, что Чилл фактически создал Бэтмена, решают сами его за это убить, и Уэйну приходится спасать Чилла.

### Видеоигры
В серии Batman: Arkham Чилл появляется во флэшбеках и воспоминаниях Бэтмена, когда тот находился либо в плохом самочувствии или под действием токсина.